# Jimmy Chetcuti
James Chetcuti Bonavita, detto Jimmy (10 ottobre 1913 – Sliema, 25 febbraio 1995), è stato un pallanuotista maltese che ha partecipato ai Giochi di Berlino 1936.